# فارمينغ
فارمينغ (بالإنجليزية: Pharming)‏ هجوم إلكتروني يهدف إلى إعادة توجيه حركة مرور موقع ويب إلى موقع مزيف آخر عن طريق تثبيت برنامج ضار على الكمبيوتر. يمكن إجراء التزييف إما عن طريق تغيير ملف المضيفين على كمبيوتر الضحية أو عن طريق استغلال ثغرة أمنية في برنامج خادم نظام أسماء النطاقات. خوادم نظام أسماء النطاقات هي أجهزة كمبيوتر مسؤولة عن حل أسماء الإنترنت في عناوين آي بي الحقيقية الخاصة بها. يُشار أحيانًا إلى خوادم نظام أسماء النطاقات المخترقة على أنها «مخترقة». تتطلب فارمينغ وصولاً غير محمي لاستهداف جهاز كمبيوتر، مثل تغيير الكمبيوتر المنزلي للعميل، بدلاً من خادم أعمال الشركة.
مصطلح «فارمينغ» هو مصطلح جديد يعتمد على الكلمتين «الزراعة» و«التصيد الاحتيالي». التصيد الاحتيالي هو نوع من هجمات الهندسة الاجتماعية للحصول على بيانات اعتماد الوصول، مثل أسماء المستخدمين وكلمات المرور. في السنوات الأخيرة، تم استخدام كل من تزوير البريد الإلكتروني والتصيد الاحتيالي للحصول على معلومات لسرقة الهوية عبر الإنترنت. أصبحت فارمينغ مصدر قلق كبير للشركات التي تستضيف مواقع التجارة الإلكترونية والخدمات المصرفية عبر الإنترنت. هناك حاجة إلى إجراءات متطورة تُعرف باسم مكافحة التزييف للحماية من هذا التهديد الخطير. برامج مكافحة الفيروسات ولا يمكن لبرنامج إزالة برامج التجسس الحماية من التزييف

## ثغرة أمنية في المنزل والعمل
بينما يمكن أن ينتج تحليل اسم المجال الضار عن تنازلات في الأعداد الكبيرة من العقد الموثوقة من البحث عن الاسم، فإن نقاط التسوية الأكثر ضعفًا تقع بالقرب من أوراق الإنترنت. على سبيل المثال، تعد الإدخالات غير الصحيحة في ملف مضيفات الحاسوب المكتبي، والتي تتحايل على البحث عن الاسم باستخدام اسمها المحلي الخاص لتعيين عنوان آي بي (توضيح) ، هدفًا شائعًا للبرامج الضارة. بمجرد إعادة الكتابة، يمكن لطلب مشروع لموقع ويب حساس توجيه المستخدم إلى نسخة احتيالية. غالبًا ما تكون أجهزة الكمبيوتر الشخصية مثل أجهزة الكمبيوتر المكتبية والمحمولة أهدافًا أفضل للتزوير لأنها تتلقى إدارة أقل من معظم خوادم الإنترنت.
الأمر الأكثر إثارة للقلق من هجمات الملفات المضيفة هو اختراق موجه الشبكة المحلية. نظرًا لأن معظم أجهزة التوجيه تحدد نظام أسماء النطاقات موثوقًا للعملاء عند انضمامهم إلى الشبكة، فإن المعلومات الخاطئة هنا ستفسد عمليات البحث عن شبكة LAN بأكملها. على عكس إعادة كتابة ملف المضيف، يصعب اكتشاف تسوية جهاز التوجيه المحلي. يمكن لأجهزة التوجيه تمرير معلومات نظام أسماء النطاقات السيئة بطريقتين: التهيئة الخاطئة للإعدادات الحالية أو إعادة كتابة البرامج المضمنة بالجملة (المعروف أيضًا باسم البرامج الثابتة). تسمح العديد من أجهزة التوجيه للمسؤول بتحديد نظام أسماء النطاقات خاص وموثوق به بدلاً من ذلك الذي تقترحه عقدة المنبع (على سبيل المثال، مزود خدمة الإنترنت). يمكن للمهاجم تحديد خادم نظام أسماء النطاقات تحت سيطرته بدلاً من خادم شرعي. جميع القرارات اللاحقة سوف تمر عبر الخادم السيئ.
بدلاً من ذلك، تمتلك العديد من أجهزة التوجيه القدرة على استبدال البرامج الثابتة الخاصة بها (أي البرنامج الداخلي الذي ينفذ خدمات الجهاز الأكثر تعقيدًا). مثل البرامج الضارة الموجودة على أنظمة سطح المكتب، قد يكون من الصعب للغاية اكتشاف استبدال البرنامج الثابت. سيظهر أن التنفيذ الخفي يتصرف مثل البرامج الثابتة للشركة المصنعة؛ ستبدو صفحة الإدارة كما هي، وستظهر الإعدادات صحيحة، وما إلى ذلك. هذا النهج، إذا تم تنفيذه جيدًا، قد يجعل من الصعب على مسؤولي الشبكة اكتشاف إعادة التكوين، إذا ظهر أن الجهاز قد تم تكوينه حسب رغبة المسؤولين ولكن في الواقع يعيد توجيه حركة مرور نظام أسماء النطاقات في الخلفية. تعد فارمينغ واحدة فقط من العديد من الهجمات التي يمكن أن تشنها البرامج الثابتة الضارة؛ البعض الآخر يشمل التنصت، الرجل النشط في الهجمات الوسطى، وتسجيل حركة المرور. مثل التهيئة الخاطئة، تخضع الشبكة المحلية بالكامل لهذه الإجراءات.
في حد ذاتها، هذه الأساليب التزيينية لها اهتمام أكاديمي فقط. ومع ذلك، فإن الانتشار الواسع لأجهزة التوجيه اللاسلكية للمستهلكين يمثل نقطة ضعف هائلة. يمكن أن يكون الوصول الإداري متاحًا لاسلكيًا على معظم هذه الأجهزة. علاوة على ذلك، نظرًا لأن أجهزة التوجيه هذه تعمل غالبًا مع إعداداتها الافتراضية، فإن كلمات المرور الإدارية عادة ما تكون بدون تغيير. حتى عند التغيير، يتم تخمين الكثير بسرعة من خلال هجمات القاموس، نظرًا لأن معظم أجهزة التوجيه الخاصة بالمستهلكين لا تفرض عقوبات توقيت لمحاولات تسجيل الدخول غير الصحيحة. بمجرد منح الوصول الإداري، قد يتم تغيير جميع إعدادات جهاز التوجيه بما في ذلك البرنامج الثابت نفسه. يصعب تتبع هذه الهجمات لأنها تحدث خارج المنزل أو المكتب الصغير وخارج الإنترنت.

## مثيلات التزوير
في 15 كانون الثاني (يناير) 2005، سرق اسم المجال الخاص بمزود خدمة إنترنت كبير في نيويورك، للإشارة إلى موقع ويب في أستراليا. لا توجد خسائر مالية معروفة. تمت استعادة النطاق لاحقًا في 17 يناير، وتلقي مراجعة ICANN باللوم على شركة ويبسينترال (المعروفة الآن باسم Arq Group) «نتيجة لفشل ويبسينترال في الحصول على تفويض صريح من المسجل وفقًا لـ آيكان سياسة النقل الداخلي بين المسجلين.» 
أثر هجوم تزوير في فبراير 2007 على ما لا يقل عن 50 شركة مالية في الولايات المتحدة وأوروبا وآسيا. أنشأ المهاجمون صفحة مماثلة لكل شركة مالية مستهدفة، الأمر الذي يتطلب جهدًا ووقتًا. نقر الضحايا على موقع ويب محدد يحتوي على شفرة ضارة. أجبر هذا الموقع أجهزة كمبيوتر المستهلكين على تنزيل حصان طروادة. تم جمع معلومات تسجيل الدخول اللاحقة من أي من الشركات المالية المستهدفة. عدد الأفراد المتضررين غير معروف لكن الحادث استمر لمدة ثلاثة أيام.
أبلغت شركة سيمانتك عن حادثة تزوير من سيارة في يناير 2008، ضد بنك مكسيكي، حيث غييرت إعدادات نظام أسماء النطاقات على جهاز التوجيه المنزلي للعميل بعد استلام بريد إلكتروني يبدو أنه من تحية شرعية باللغة الإسبانية- شركة بطاقة.

## الجدل حول استخدام المصطلح
مصطلح pharming كان مثيرا للجدل داخل هذا المجال. في مؤتمر نظمته مجموعة عمل مكافحة التصيد الاحتيالي، شجب فيليب هالام بيكر المصطلح باعتباره «مصطلحًا جديدًا للتسويق مصممًا لإقناع البنوك بشراء مجموعة جديدة من الخدمات الأمنية».